# Ковальов Олег Борисович
Олег Борисович Ковальо́в (нар. 7 вересня 1940, Маріуполь) — український живописець; член Спілки радянських художників України з 1988 року. Заслужений художник України з 2016 року.

## Біографія
Народився 7 вересня 1940 року у місті Маріуполі (нині Донецька область, Україна). Навчався у художній студії при Палаці культури заводу «Азовсталь» у Якова Никодимова. 1966 року закінчив Ростовське художнє училище, де навчався зокрема у В. Горчакова, П. Черенова.
Упродовд 1966—2000 років працював у майстернях Маріупольської організаціїції Спілки художників України; у 2005—2012 роках очолював «АРТ-М» при ній. Жив у Маріуполі в будинку на вулиці Чорноморській, № 1, квартира 24.

## Творчість
Працює у галузі монументально-декоративного мистецтва (рельєф, фреска, мозаїка, вітраж, інтарсія) і станкового живопису. Створює темататичні картини, портрети та пейзажі у реалістичній манері. Серед робіт:
монументальні твори у Маріуполі
- фреска «Кіно» (1967—1971, кінотеатр; у співавтовтві);
- мозаїка «Фольклор України» (1985, Будинок побуту; у співавтовтві);
- інтарсія «Письменники» (1987, бібліотека; у співавтовтві);
- вітраж «Знаки зодіаку» (1995);

живопис
- серія «Трудовий Маріуполь» (1968—1985);
- серія «Рідне Приазов'я» (1968—2012);
- «Приазовський натюрморт» (1972);
- «Міксер Азовсталі» (1974);
- «Кораблі в Маріуполі» (1979);
- «Вісті з Багіо» (1979);
- «Седнів» (1979);
- «Металург» (1983);
- «Сталевари бригади А. Бульського» (1985);
- «Білосарайська коса — край птахів» (1998);
- «Крутий берег» (2002);
- «Ранковий шлях» (2004);
- «Бурхливе море» (2006);
- «Світлий день» (2007);
- «Узбережжя» (2008);
- «Шлях на Білосарайку» (2009);
- «Азовська хвиля» (2009);
- «Майстерня в Седневі» (2009);
- «Ранковий берег Білосарайки» (2010);
- «Крим. Судак» (2010);
- «Самотнє вітрило» (2011);
- «На батьківщині А. Куїнджі» (2012);
- «Заповідний степ» (2012).

Брав участь в обласних, всеукраїнських, міжнародних мистецьких виставказ з 1966 року. Персональна виставка відбулася у Жданові у 1971 році.
Деякі роботи художника зберігаються у музеях Донецька, Маріуполя.